# Pour l'éternité
Pour plus de détails, voir Fiche technique et Distribution.
Pour l'éternité (Om det oändliga) est un film suédois réalisé par Roy Andersson, sorti en 2019.

## Synopsis
Pour l'éternité nous entraîne dans une errance onirique, dans laquelle des petits moments sans conséquence prennent la même importance que les événements historiques : on y rencontre un dentiste, un père et sa fille sous la pluie, un homme dans un bus, un couple dans un café, des jeunes qui dansent, Hitler ou encore l’armée de Sibérie…
Une réflexion sous forme de kaléidoscope sur la vie humaine dans toute sa beauté et sa cruauté, sa splendeur et sa banalité.

## Fiche technique
Sauf indication contraire, les informations mentionnées dans cette section peuvent être confirmées par la base de données cinématographiques IMDb,  présente dans la section « Liens externes ».
- Titre original : Om det oändliga
- Titre français : Pour l'éternité
- Titre anglais : About Endlessness
- Réalisation et scénario : Roy Andersson
- Société de distribution : KMBO
- Pays de production :  Suède
- Format : couleur
- Genre : drame
- Durée : 78 minutes
- Dates de sortie :
  - Italie : 3 septembre 2019 (Mostra de Venise 2019)
  - Suède : 15 novembre 2019
  - France : 9 octobre 2020 (festival Effervescence de Mâcon)[2] ; 4 août 2021 (sortie nationale)

## Distribution
- Jessica Louthander : narratrice
- Tatiana Delaunay : femme volante
- Anders Hellström : homme volant

## Sortie

### Accueil critique
En France, le site Allociné recense une moyenne des critiques presse de 2,9/5.
Pour le critique Pierre Gelin-Monastier, « le nouveau film de Roy Andersson, primé à la Mostra de Venise, nous plonge, à travers un enchaînement de courtes saynètes, dans les affres d’une humanité condamnée à perpétuité ».

## Distinction

### Récompense
- Mostra de Venise 2019 : Lion d'argent du meilleur réalisateur[4]